# Dioptromysis paucispinosa
Dioptromysis paucispinosa är en kräftdjursart som beskrevs av Brattegard 1969. Dioptromysis paucispinosa ingår i släktet Dioptromysis och familjen Mysidae. Inga underarter finns listade i Catalogue of Life.